# Kléla
Kléla est une ville et une commune du Mali, située dans le nouveau cercle de Kléla et la région de Sikasso.